# Campionati del mondo di atletica leggera 2009 - 400 metri ostacoli maschili
La competizione si è svolta su tre turni in tre giorni, con le batterie nelle serate del 15 agosto, le semifinali il 16 e la finale il 18.

## 1º turno
Il primo turno si è svolto su quattro batterie, partite rispettivamente alle 20:20, 20:28, 20:36 e 20:44 UTC+2 di sabato 15 agosto 2009. L'accesso al turno di semifinale era riservato ai primi tre classificati di ogni batteria (Q) e ai quattro atleti con i migliori tempi degli inizialmente esclusi, per un totale di 16 semifinalisti.

### Batteria 1
| Corsia | Atleta             | Nazione     | Tempo (sec) | Note |
| ------ | ------------------ | ----------- | ----------- | ---- |
| 8      | Isa Phillips       | Giamaica    | 48"99       | Q    |
| 4      | Periklīs Iakōvakīs | Grecia      | 49"12       | Q    |
| 6      | Johnny Dutch       | Stati Uniti | 49"38       | Q    |
| 3      | Andrés Silva       | Uruguay     | 49"51       | q    |
| 7      | Kenji Narisako     | Giappone    | 49"60       |      |
| 1      | Stanislav Melnykov | Ucraina     | 50"41       |      |
| 2      | Mahau Sugimachi    | Brasile     | 51"05       |      |
| 5      | Jussi Heikkilä     | Finlandia   | 51"42       |      |

### Batteria 2
| Corsia | Atleta           | Nazione     | Tempo (sec) | Note |
| ------ | ---------------- | ----------- | ----------- | ---- |
| 1      | Javier Culson    | Porto Rico  | 49"27       | Q    |
| 2      | Bershawn Jackson | Stati Uniti | 49"34       | Q    |
| 4      | Kazuaki Yoshida  | Giappone    | 49"45       | Q    |
| 6      | Tristan Thomas   | Australia   | 49"53       | q    |
| 8      | Rhys Williams    | Regno Unito | 49"88       |      |
| 3      | Ibrahim Maïga    | Mali        | 51"70       |      |
| 7      | Héni Kechi       | Francia     | DQ          |      |
| 5      | Josef Robertson  | Giamaica    | DQ          |      |

### Batteria 3
| Corsia | Atleta            | Nazione           | Tempo (sec) | Note                          |
| ------ | ----------------- | ----------------- | ----------- | ----------------------------- |
| 5      | Kerron Clement    | Stati Uniti       | 48"39       | Q                             |
| 6      | Danny McFarlane   | Giamaica          | 48"65       | Q                             |
| 8      | Jehue Gordon      | Trinidad e Tobago | 48"66       | Q                             |
| 7      | Félix Sánchez     | Rep. Dominicana   | 48"76       | q                             |
| 1      | Omar Cisneros     | Cuba              | 49"27       | q                             |
| 2      | Michaël Bultheel  | Belgio            | 49"67       | Miglior prestazione personale |
| 4      | Jonathan Williams | Belize            | 52"41       |                               |
| 5      | Joseph G. Abraham | India             | DQ          |                               |

### Batteria 4
| Corsia | Atleta               | Nazione             | Tempo (sec) | Note |
| ------ | -------------------- | ------------------- | ----------- | ---- |
| 7      | David Greene         | Regno Unito         | 48"76       | Q    |
| 3      | L.J. van Zyl         | Sudafrica           | 49"48       | Q    |
| 8      | Brendan Cole         | Australia           | 49"63       | Q    |
| 5      | Angelo Taylor        | Stati Uniti         | 49"64       |      |
| 2      | Fadil Bellaabouss    | Francia             | 49"73       |      |
| 6      | Aleksandr Derevjagin | Russia              | 49"83       |      |
| 4      | Kurt Couto           | Mozambico           | DQ          |      |
| 1      | Ali Obaid Shirook    | Emirati Arabi Uniti | DNF         |      |

## Semifinale

### Semifinale 1
| Corsia | Atleta          | Nazione           | Tempo (sec) | Note             |
| ------ | --------------- | ----------------- | ----------- | ---------------- |
| 3      | Kerron Clement  | Stati Uniti       | 48"00       | Q                |
| 1      | Félix Sánchez   | Rep. Dominicana   | 48"34       | Q                |
| 5      | Javier Culson   | Porto Rico        | 48"43       | Q                |
| 4      | Danny McFarlane | Giamaica          | 48"49       | q                |
| 7      | Jehue Gordon    | Trinidad e Tobago | 48"77       | q                |
| 6      | L.J. van Zyl    | Sudafrica         | 48"80       |                  |
| 2      | Andrés Silva    | Uruguay           | 49"34       | Record nazionale |
| 8      | Brendan Cole    | Australia         | 49"92       |                  |

### Semifinale 2
| Corsia | Atleta             | Nazione     | Tempo (sec) | Note |
| ------ | ------------------ | ----------- | ----------- | ---- |
| 5      | Bershawn Jackson   | Stati Uniti | 48"23       | Q    |
| 4      | David Greene       | Regno Unito | 48"27       | Q    |
| 3      | Periklīs Iakōvakīs | Grecia      | 48"73       | Q    |
| 6      | Isa Phillips       | Giamaica    | 48"93       |      |
| 1      | Omar Cisneros      | Cuba        | 49"21       |      |
| 8      | Johnny Dutch       | Stati Uniti | 49"28       |      |
| 2      | Tristan Thomas     | Australia   | 49"76       |      |
| 7      | Kazuaki Yoshida    | Giappone    | 50"34       |      |

## Finale
La finale si è svolta alle 20.50 CEST del 18 agosto 2009.
| Pos.    | Corsia | Atleta             | Nazione           | Tempo (sec) | Note                                     |
| ------- | ------ | ------------------ | ----------------- | ----------- | ---------------------------------------- |
| Oro     | 4      | Kerron Clement     | Stati Uniti       | 47"91       | Miglior prestazione mondiale stagionale  |
| Argento | 5      | Javier Culson      | Porto Rico        | 48"09       | Record nazionale                         |
| Bronzo  | 6      | Bershawn Jackson   | Stati Uniti       | 48"23       |                                          |
| 4º      | 3      | Jehue Gordon       | Trinidad e Tobago | 48"26       | Record nazionale                         |
| 5º      | 8      | Periklīs Iakōvakīs | Grecia            | 48"42       | Miglior prestazione personale stagionale |
| 6º      | 1      | Danny McFarlane    | Giamaica          | 48"65       |                                          |
| 7º      | 2      | David Greene       | Regno Unito       | 48"68       |                                          |
| 8º      | 7      | Félix Sánchez      | Rep. Dominicana   | 50"11       |                                          |